# Trà Vân
Trà Vân is een xã in het district Nam Trà My, een van de districten in de Vietnamese provincie Quảng Nam. Trà Vân heeft ruim 2000 inwoners op een oppervlakte van 45,64 km².